# Anells de Neptú
Els anells de Neptú són un sistema d'anells planetaris molt tènues i febles, compostos principalment de pols còsmica, descoberts el 1989 per la sonda espacial Voyager 2. S'assemblen més als anells de Júpiter que no pas als de Saturn o Urà.
El sistema consta de cinc anells que reben el nom dels astrònoms considerats més rellevants en la investigació de Neptú. Del més interior al més exterior són Galle, Le Verrier, Lassell, Arago i Adams; a més, existeix un anell que coincideix amb l'òrbita del satèl·lit Galatea. Tres satèl·lits més, Nàiade, Talassa i Despina, orbiten entre els anells fent la funció de satèl·lits pastors.
El material dels anells és molt fosc; es tracta probablement de composts orgànics produïts per la radiació de la magnetosfera del planeta de manera similar al trobat als anells d'Urà. La proporció de pols als anells és alta, d'entre el 20% i el 70%, mentre que la profunditat òptica és baixa, de menys de 0,1.
L'anell Adams inclou al seu torn cinc arcs més brillants que la resta de l'anell denominats Fraternitat, Igualtat 1, Igualtat 2, Llibertat i Coratge. Els arcs ocupen cada un una petita longitud orbital del total de l'anell. L'estabilitat dels arcs no està molt clara, ja que el 2005 es va detectar un considerable aprimament de l'arc Llibertat. És probable que l'estabilitat de l'anell Adams estigui relacionada amb el satèl·lit Galatea.

## Observacions i descobriment

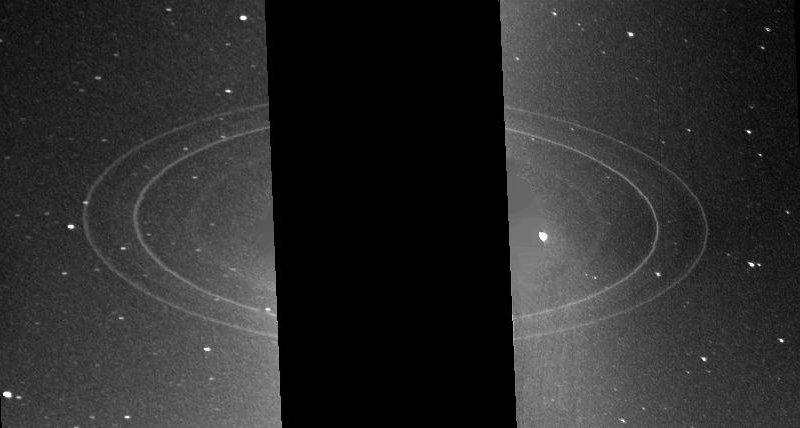
Imatge del sistema d'anells de Neptú obtinguda per la Voyager 2.

La primera menció d'anells al voltant de Neptú data de 1846 quan William Lassell, descobridor del satèl·lit més gros de Neptú, Tritó, va informar de la presència d'un anell al voltant del planeta. La seva observació mai va ser confirmada i va ser probablement deguda a una il·lusió òptica. La primera detecció fiable d'un anell es va obtenir per mitjà d'una ocultació estel·lar el 1968, tot i que el resultat no va ser publicat fins al 1977, quan van ser descoberts els anells d'Urà.
Immediatament després va començar la recerca sistemàtica d'anells al voltant de Neptú. El 24 de maig de 1981 es va detectar, durant una altra ocultació estel·lar, un parpelleig en la lluminositat de l'estrella ocultada, encara que la manera com va tenir lloc aquest parpelleig no va fer pensar que un anell en pogués ser el seu responsable. Després del sobrevol de la Voyager 2 es va deduir que va ser el petit satèl·lit Làrissa el que va ocultar l'estrella, un fenomen extremadament rar.
En els anys 80 les ocultacions d'estrelles per part de Neptú van ser molt menys freqüents que les d'Urà, que ocupava una posició propera a la Via Làctia en aquell moment i es movia a través d'un camp d'estrelles més dens. La següent ocultació d'importància va tenir lloc el 12 de setembre de 1983, donant com a resultat la possible detecció d'un anell, encara que les observacions no foren concloents. Durant els següents sis anys van ser observades unes 50 ocultacions de les quals únicament un terç van produir resultats positius. Es va constatar que alguna cosa, probablement arcs de material, orbitava al voltant de Neptú, però les característiques del sistema d'anells van continuar sent desconegudes.
La sonda espacial Voyager 2 va confirmar definitivament l'existència dels anells de Neptú durant el sobrevol del planeta l'any 1989. També es va comprovar que les ocultacions ocasionals observades anteriorment van ser causades per l'anell Adams. De manera posterior al vol de la Voyager 2 les observacions fetes anteriorment van ser analitzades de nou; s'obtingueren així les característiques dels anells tal com es va predir en les primeries dels anys 80, i es va trobar que coincidien gairebé perfectament amb les obtingudes per la Voyager. Els anells van ser observats en diferents disposicions respecte al Sol, obtenint imatges amb diferents angles d'il·luminació. L'anàlisi de les imatges en aquestes condicions va permetre conèixer la derivada de la funció de fase, que dona la dependència de la reflectivitat de l'anell en funció de l'angle entre l'observador i el Sol, i les albedos geomètriques i de Bond. L'anàlisi de les imatges també va permetre descobrir sis nous satèl·lits interiors de Neptú, entre ells Galatea.
Recentment els anells més brillants, Adams i Le Verrier, han estat fotografiats pel Telescopi Espacial Hubble i altres telescopis des de la superfície terrestre gràcies als avenços i millores d'aquests, a les bandes de llum ultraviolada i de llum visible durant ocultacions estel·lars. Són visibles lleugerament per sobre del nivell del soroll de fons en la longitud d'ona d'absorció del metà, en la qual la resplendor de Neptú és menys notòria. Els anells més febles estan encara per sota del llindar de detecció.

## Descripció

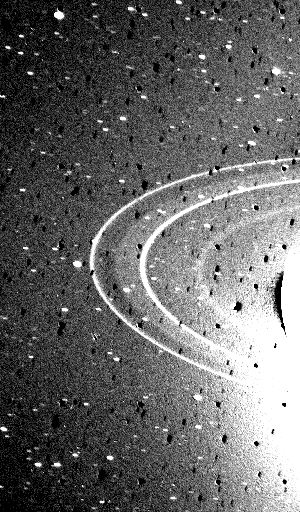
Imatge presa amb una sobreexposició de 591 segons per tal de ressaltar els anells més dèbils.

El sistema d'anells de Neptú consta de cinc anells (anomenats del més proper al planeta al més exterior): Galle, en honor de Johann Gottfried Galle, descobridor de Neptú a partir dels càlculs de Le Verrier; Le Verrier, dedicat a Urbain Le Verrier, que va predir la posició de Neptú en funció de les alteracions que mostrava l'òrbita d'Urà; Lassell, per William Lassell, que va descobrir Tritó, el principal satèl·lit de Neptú; Arago, de Francesc Joan Domènec Aragó, astrònom, matemàtic i físic francès; i Adams, en honor de John Couch Adams, que també va predir la posició de Neptú de manera independent de Le Verrier.
A part d'aquests anells ben definits existeix una làmina de material molt tènue que s'estén des de l'anell Le Verrier fins al Galle i probablement més a l'interior cap a Neptú.
Tres dels anells –Le Verrier, Arago i Adams– són estrets, amb amplades de 100 km o menys. En canvi, Galle i Lassell tenen amplades d'entre 2.000 i 5.000 km. L'anell Adams està format per cinc arcs brillants denominats Fraternitat, Igualtat 1, Igualtat 2, Llibertat i Coratge. Aquesta nomenclatura va ser suggerida pels descobridors d'aquests arcs després de les ocultacions estel·lars de 1984 i 1985.
Quatre satèl·lits orbiten dins d'aquest sistema d'anells: Nàiade i Talassa a l'espai entre els anells Galle i Le Verrier; Despina, just a la vora interior de Le Verrier i Galatea, lleugerament per l'interior d'Adams. De fet, Galatea és dins d'un anell molt estret i feble sense denominació.
Els anells de Neptú estan compostos de pols còsmica micromètrica, amb una proporció d'entre el 20% i el 70% de pols per unitat d'àrea, densitat similar a la dels anells de Júpiter, en els quals el percentatge de pols és del 50% al 100%, i molt diferent de la dels d'Urà o de Saturn, que contenen molt poca pols, amb menys del 0,1%.
Les partícules dels anells són d'un material molt fosc, probablement una barreja de gel amb composts orgànics produïts per la radiació electromagnètica del planeta. Presenten un color vermellós i les seves albedos, tant la geomètrica, amb un valor de 0,05, com la de Bond, d'entre 0,01 i 0,02, són molt baixes i similars a les de les partícules de pols dels anells d'Urà i dels satèl·lits interiors de Neptú. Els anells són òpticament prims i transparents, i la seva profunditat òptica no excedeix el 0,1. En conjunt, els anells de Neptú són semblants als de Júpiter: ambdós sistemes consisteixen en anells molt estrets, febles i polsosos, al costat d'anells més amples però encara més febles que els anteriors.
Es creu que els anells de Neptú, igual que els d'Urà, són relativament joves. És probable que la seva edat sigui significativament menor que la del sistema solar. De la mateixa manera, ambdós estan probablement originats per la fragmentació i posterior col·lisió de les restes d'un o diversos satèl·lits interiors de Neptú. Aquests fragments actuen com fonts de pols i material dels anells. En referència a això, els anells de Neptú són similars a les bandes de pols observades per la Voyager 2 entre els anells principals d'Urà.

### Anells interiors
L'anell més proper a Neptú és l'anell Galle. Està situat a entre 41.000 i 43.000 km de la superfície del planeta i té una amplada d'aproximadament 2.000 km. És un anell feble amb una profunditat òptica mitjana del voltant de 10−4, i una profunditat equivalent de 0,15 km. S'estima que el percentatge de pols a l'anell es troba entre el 40% i el 70%.
L'anell següent és Le Verrier: el seu radi orbital és d'uns 53.200 km, però és estret, d'uns 113 km d'amplada. La seva profunditat òptica normal és de 0,0062 ± 0,0015, que es correspon amb una profunditat equivalent de 0,7 ± 0,2 km. El percentatge de pols d'aquest anell també és d'entre el 40% i el 70%. El satèl·lit Despina orbita just en el seu interior amb una distància al planeta de 52.526 km, i és probable que faci de satèl·lit pastor, mantenint l'estabilitat de l'anell.
L'anell Lassell, també conegut com a plateau (planícia en francès), és el més ample dels anells neptunians. És una fina làmina de material que ocupa l'espai entre l'anell Le Verrier, aproximadament a 53.200 km, i l'anell Arago, a 57.200 km. La seva profunditat òptica normal mitjana és de 10−4, que es correspon amb una profunditat equivalent de 0,4 km. En aquest anell la fracció de pols és del 20% al 40%.
A prop de la vora exterior de l'anell se situa una zona on es produeix un petit augment de la brillantor de l'anell, a uns 57.200 km de Neptú i de menys de 100 km d'ample. S'acostuma a anomenar aquesta banda com anell Arago, tot i que no hi ha unanimitat entre els astrònoms al respecte.

### Anell Adams

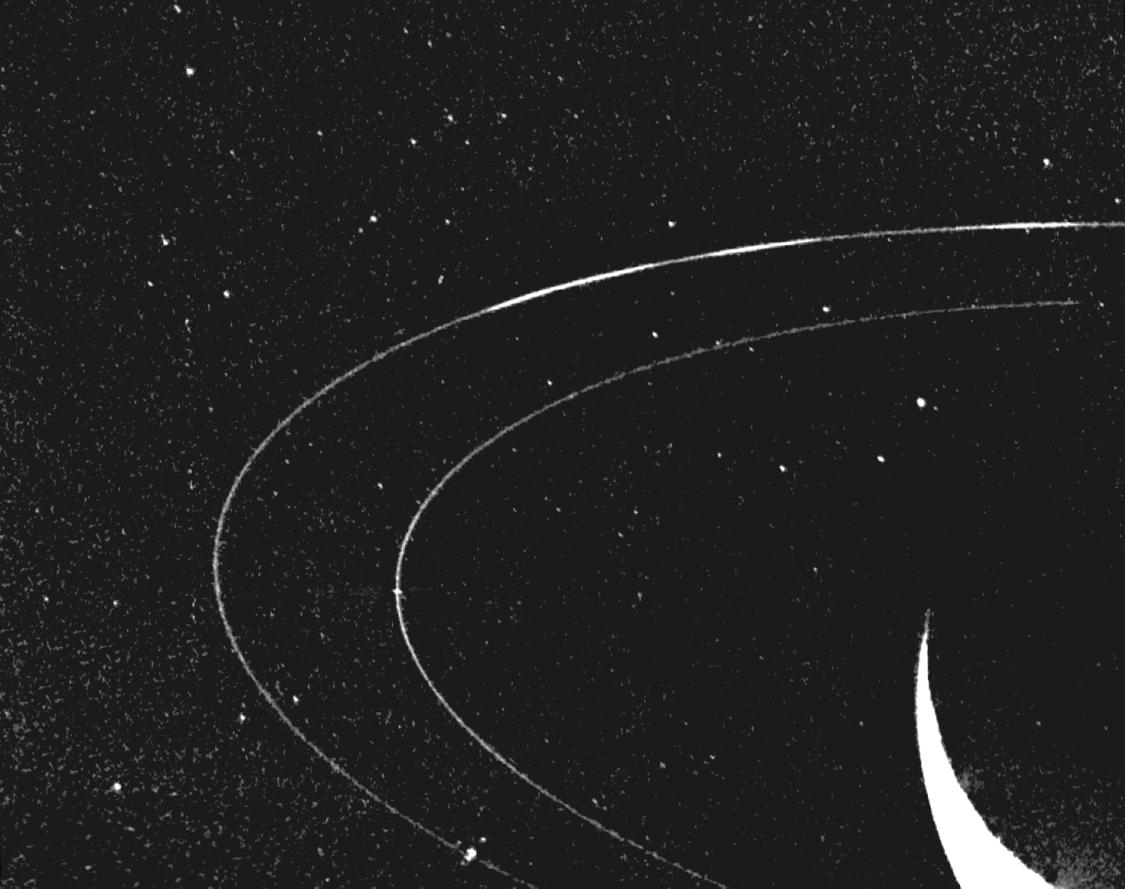
Els arcs de l'anell Adams: d'esquerra a dreta, Fraternitat, Igualtat, Llibertat i l'anell Le Verrier cap a l'interior.

L'anell més extern, i també el més famós i estudiat, és Adams, amb un radi orbital de 63.930 km. És estret, d'aproximadament 35 km d'amplada, lleugerament excèntric i inclinat. La seva profunditat òptica és de 0,011 ± 0,003, exceptuant els arcs, que es corresponen amb una profunditat equivalent de 0,4 km.
La fracció de pols és del 20% al 40%, menor que als altres anells de la seva amplada. El satèl·lit Galatea orbita just a l'interior de l'anell, a 61.953 km de Neptú, i actua com un satèl·lit pastor que manté les partícules de l'anell en un estret marge de radi orbital a causa d'una ressonància 42:43 entre ell i l'anell. La influència gravitatòria de Galatea produeix 42 ones radials a l'anell Adams de 30 km aproximadament; aquestes han estat usades per inferir la massa de Galatea.

#### Arcs de l'anell Adams
Les parts més brillants de l'anell Adams, els arcs que hi estan continguts, van ser els primers elements dels anells neptunians a ser descoberts. En aquests arcs les partícules que els formen estan més amalgamades que a la resta de l'anell. Es coneixen cinc arcs que ocupen un estret segment de longitud des dels 247° fins als 294°. El 1986 els arcs estaven situats de la següent manera: Fraternitat, l'anell més llarg i brillant, des dels 247° fins als 257°; Igualtat 1, entre 261° i 264°; Igualtat 2, entre 265° i 266°; Llibertat, entre 276° i 280°; i Coratge, el més feble i curt, entre 284,5° i 288,5°. Les profunditats òptiques normals dels arcs s'estimen en el rang 0,03-0,09, obtenint-se 0,034 ± 0,005 per a la vora davantera de l'arc Llibertat, mesurat en una ocultació estel·lar. Els amples radials són aproximadament els mateixos que els de la resta de l'anell, d'aproximadament 30 km. La fracció de pols en els arcs oscil·la entre el 40% i el 70%. Els arcs de l'anell Adams són semblants a l'arc present a l'Anell G de Saturn.
Les imatges preses per la Voyager 2, de millor resolució, van revelar un amalgament molt pronunciat en els arcs, amb una separació mitjana entre les diferents masses d'entre 0,1° i 0,2° que es correspon amb entre 100 i 200 km al llarg de l'anell. A causa de la resolució de les imatges de les masses, no se sap si contenen cossos majors.
Els arcs són estructures bastant estables. Van ser detectats des de la Terra per mitjà d'ocultacions estel·lars en els anys 80, per la Voyager 2 el 1989 i pel Telescopi Espacial Hubble i altres telescopis terrestres entre 1997 i 2005 i romanen aproximadament en les mateixes posicions de longitud orbital. De totes maneres, però, s'han detectat alguns canvis: la brillantor total dels arcs ha decrescut des de 1986; l'arc Coratge ha saltat 8° fins als 294°, probablement a causa que s'ha ressituat en la següent posició de ressonància estable coorbital; l'arc Llibertat gairebé havia desaparegut el 2005; els arcs Fraternitat i Igualtat 1 i 2 han mostrat variacions irregulars en les seves brillantors relatives; i finalment, Coratge, un arc molt feble durant el sobrevol de la Voyager 2, va augmentar la seva brillantor el 1998, però recentment ha tornat als seus valors habituals. Les observacions a la banda de llum visible mostren que la quantitat de material total en els arcs ha romàs aproximadament constant, però són més febles en l'infraroig que en observacions anteriors.

#### Estabilitat
L'existència dels arcs en l'anell Adams continua sense tenir una explicació, ja que la dinàmica orbital fa pensar que el material dels arcs s'hauria de distribuir uniformement al llarg dels anells en qüestió d'anys. S'han suggerit nombroses teories que podrien explicar l'estabilitat dels arcs: la més estesa és la que sosté que el satèl·lit Galatea manté els arcs mitjançant una ressonància d'inclinació co-rotacional o CIR de 42:43. La ressonància crea 84 llocs d'estabilitat al llarg de l'òrbita de l'anell, cada 4° de longitud, amb els arcs situant-se en llocs adjacents a aquests llocs. Tot i això, mesures del moviment mitjà dels anells del Hubble i el Telescopi Keck el 1998 van concloure que els anells no estaven a CIR amb Galatea.
Un altre model proposat per explicar l'estabilitat dels arcs es basa en la ressonància d'excentricitat co-rotacional o CER. El model té en compte la massa finita de l'anell Adams que és necessària per moure la ressonància més a prop de l'anell. Una conseqüència d'aquesta teoria és l'estimació de la massa de l'anell Adams d'al voltant d'un factor de 0,002 de la massa de Galatea.
Una tercera teoria proposada el 1986 requereix un satèl·lit addicional orbitant en l'interior de l'anell: d'aquesta manera els arcs estarien situats en els punts de Lagrange. De tota manera, la Voyager 2 va establir límits estrictes a la mida i massa de qualsevol possible satèl·lit no descobert, la qual cosa fa que aquesta teoria sigui improbable. Altres explicacions més complicades mantenen que cert nombre de petits satèl·lits estan atrapats en òrbites ressonants amb Galatea, servint tant d'elements d'estabilitat per als arcs com de fonts de material per a aquests.

## Llista d'anells i arcs més importants
| Nom              | Radi (km)     | Ample (km) | Prof. opt. eq. (km) | Prof. opt. normal | Fracció de pols (%) | Excentricitat (°) | Inclinació (°)  | Notes |
| ---------------- | ------------- | ---------- | ------------------- | ----------------- | ------------------- | ----------------- | --------------- | --- |
| Galle (N42)      | 40900 - 42900 | 2000       | 0,15                | ~ 10−4            | 40 - 70             | ?                 | ?               | Feble i ample.                                                                                             |
| Le Verrier (N53) | 53200 ± 20    | 110        | 0,7 ± 0,2           | 6,2 ± 1,5 x 10−3  | 40 - 70             | ?                 | ?               | Estret. |
| Lassell          | 53200 - 57200 | 4000       | 0,4                 | ~ 10−4            | 20 - 40             | ?                 | ?               | L'anell Lassell és una fina i feble làmina de material que s'estén des de l'anell Le Verrier fins a Arago. |
| Arago            | 57200         | <100       | ?                   | ?                 | ?                   | ?                 | ?               | L'anell Lassell és una fina i feble làmina de material que s'estén des de l'anell Le Verrier fins a Arago. |
| Adams (N63)      | 62932 ± 2     | 15 - 35    | 0,4                 | 0,011 ± 0,003     | 20 - 40             | 4,7 ± 0,2 x 10−4  | 0,0617 ± 0,0043 | Té cinc arcs brillants i és de color blau.                                                                 |
| Fraternitat      | =             | =          | 0,77 ± 0.13         | 0,03 - 0,09       | 40 - 70             | =                 | =               | Arcs de l'anell Adams.                                                                                     |
| Igualtat 1       | =             | =          | 0,77 ± 0.13         | 0,03 - 0,09       | 40 - 70             | =                 | =               | Arcs de l'anell Adams.                                                                                     |
| Igualtat 2       | =             | =          | 0,77 ± 0.13         | 0,03 - 0,09       | 40 - 70             | =                 | =               | Arcs de l'anell Adams.                                                                                     |
| Llibertat        | =             | =          | 0,77 ± 0.13         | 0,03 - 0,09       | 40 - 70             | =                 | =               | Arcs de l'anell Adams.                                                                                     |
| Coratge          | =             | =          | 0,77 ± 0.13         | 0,03 - 0,09       | 40 - 70             | =                 | =               | Arcs de l'anell Adams.                                                                                     |